# Глоговець-Загорський
46°06′ пн. ш. 15°45′ сх. д. / 46.10° пн. ш. 15.75° сх. д.
Глоговець-Загорський (хорв. Glogovec Zagorski) — населений пункт у Хорватії, у Крапинсько-Загорській жупанії у складі громади Тухель.

## Населення
Населення за даними перепису 2011 року становило 86 осіб.
Динаміка чисельності населення поселення:

## Клімат
Середня річна температура становить 9,93 °C, середня максимальна – 23,83 °C, а середня мінімальна – -6,26 °C. Середня річна кількість опадів – 1036 мм.
| Клімат поселення                              | Клімат поселення | Клімат поселення | Клімат поселення | Клімат поселення | Клімат поселення | Клімат поселення | Клімат поселення | Клімат поселення | Клімат поселення | Клімат поселення | Клімат поселення | Клімат поселення | Клімат поселення |
| Показник                                      | Січ.             | Лют.             | Бер.             | Квіт.            | Трав.            | Черв.            | Лип.             | Серп.            | Вер.             | Жовт.            | Лист.            | Груд.            |                  |
| Середній максимум, °C                         | 5,56             | 7,54             | 11,70            | 16,10            | 20,88            | 23,83            | 23,51            | 23,04            | 19,07            | 13,97            | 8,30             | 4,40             |                  |
| Середня температура, °C                       | −0,34            | 1,61             | 5,78             | 10,18            | 14,96            | 17,91            | 19,65            | 19,16            | 15,21            | 10,10            | 4,44             | 0,53             |                  |
| Середній мінімум, °C                          | −6,26            | −4,3             | −0,13            | 4,27             | 9,05             | 11,99            | 15,77            | 15,28            | 11,33            | 6,24             | 0,56             | −3,34            |                  |
| Норма опадів, мм                              | 51               | 53               | 71               | 74               | 89               | 123              | 99               | 99               | 104              | 100              | 100              | 73               |                  |
| Середньомісячна швидкість вітру, м/с          | 1.63             | 1.81             | 2.20             | 2.18             | 2.05             | 1.86             | 1.80             | 1.60             | 1.59             | 1.62             | 1.72             | 1.70             |                  |
| Середньомісячна сонячна радіація, кДж/м²·день | 4081             | 6810             | 10410            | 14795            | 18810            | 20500            | 21355            | 18679            | 13767            | 8575             | 4501             | 3222             |                  |
| --------------------------------------------- | ---------------- | ---------------- | ---------------- | ---------------- | ---------------- | ---------------- | ---------------- | ---------------- | ---------------- | ---------------- | ---------------- | ---------------- | ---------------- |
| Джерело:                                      |                  |                  |                  |                  |                  |                  |                  |                  |                  |                  |                  |                  |                  |